# Grå flickfjäril
Grå flickfjäril, Boudinotiana notha, är en fjärilsart som beskrevs av Jacob Hübner 1803. Grå flickfjäril ingår  i släktet Boudinotiana och familjen mätare, Geometridae. Enligt den finländska rödlistan är arten Starkt hotad, EN i Finland. Arten har livskraftig, LC, population i Sverige. Artens livsmiljö är lundskogar. Tre underarter finns listade i Catalogue of Life, Boudinotiana notha notha (Hübner, [1803]), Boudinotiana notha okanoi (Inoue, 1958) och Boudinotiana notha suifunensis (Kardakoff, 1928).

## Bildgalleri

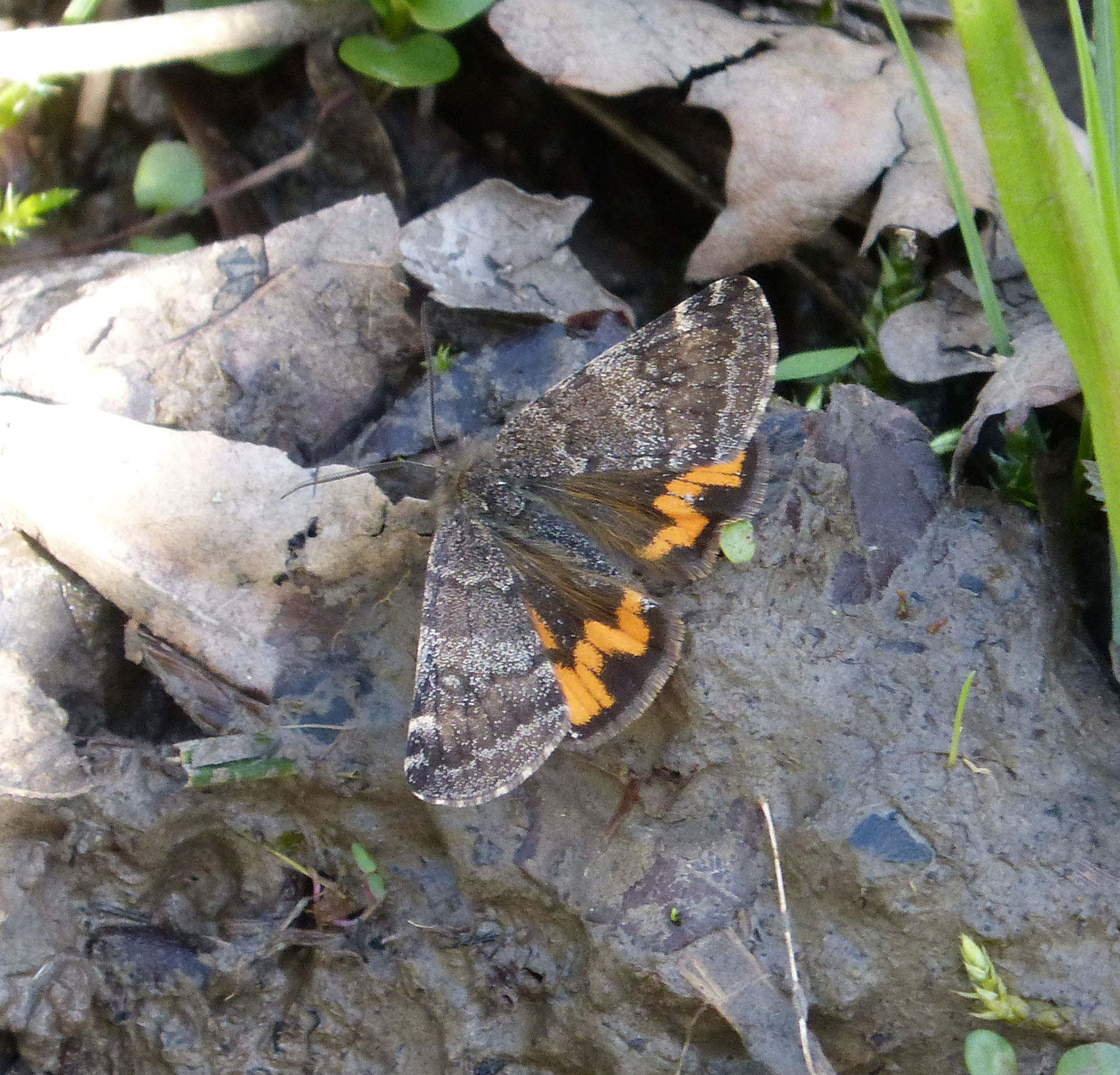
Imago fjäril
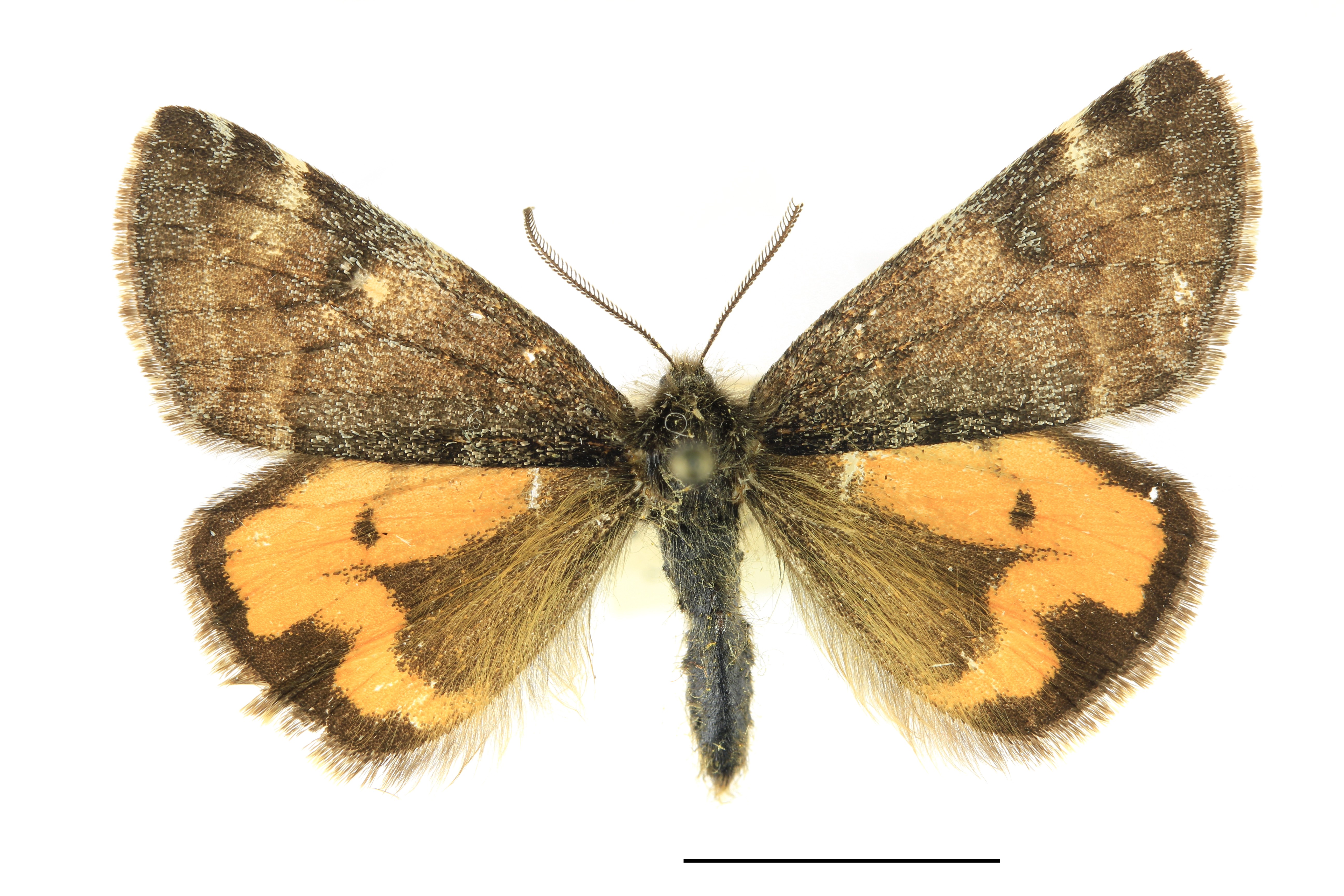
Preparerad (uppnålad) imago fjäril
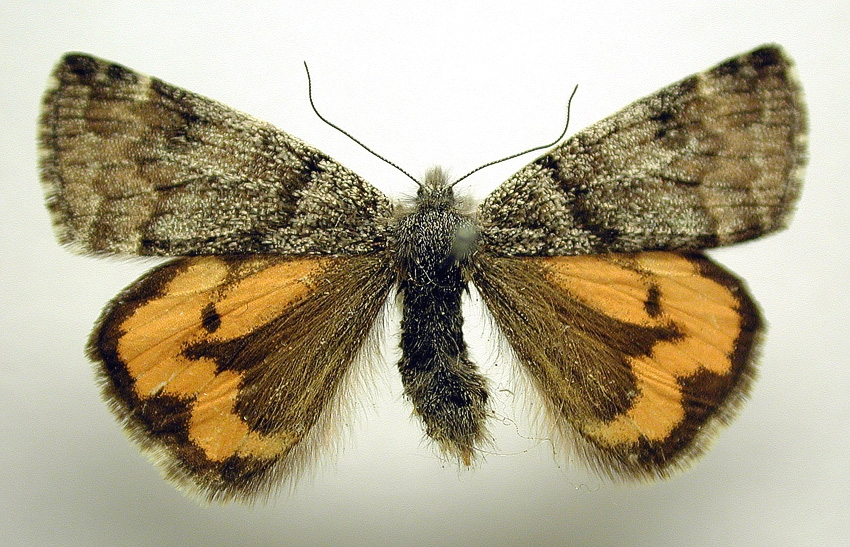
Preparerad (uppnålad) imago fjäril